# Xanthomima seminigra
Xanthomima seminigra là một loài bướm đêm trong họ Geometridae.